# Otto Bickenbach
Otto Bickenbach (Ruppichteroth, 11 de março de 1901 - Siegburg, 26 de novembro de 1971) foi um virologista e professor de biologia da Universidade de Estrasburgo que executou experiências em seres humanos no campo de concentração de Struthof durante a Segunda Guerra Mundial.

## Segunda Guerra Mundial
Otto Bickenbach conduziu experiências com gás fosgênio (e no entanto conseguira encontrar um antídoto antes da guerra) em vários detidos na câmara de gás de Struthof, que morreram em grande sofrimento.

## Condenação e amnistia
A 24 de dezembro de 1952, Otto foi condenado pelo tribunal militar de Metz a trabalhos forçados perpétuos. A 15 de maio de 1954, e ao mesmo tempo que Eugen Haagen, é condenado em Lyon a 20 anos de trabalhos forçados, mas é amnistiado a partir de 1955. O Tribunal de honra dos profissionais da saúde de Colónia concluiu, em 1966, que Bickenbach não falhara nos seus deveres profissionais.